# フレデリック・ハワード (第5代カーライル伯爵)
第5代カーライル伯爵フレデリック・ハワード（英語: Frederick Howard, 5th Earl of Carlisle, KG, KT, PC、1748年5月28日 - 1825年9月4日）は、イギリスの政治家、貴族。

## 経歴
1748年5月28日、第4代カーライル伯爵ヘンリー・ハワードとその妻イザベラ（第4代バイロン男爵ウィリアム・バイロンの娘）の一人息子として生まれる。
イートン校を経てケンブリッジ大学キングス・カレッジへ進学したが、学位は得ず、グランドツアーを行った。イートン校在学中の1758年9月3日に父が死去し、第5代カーライル伯爵位を継承した。グランドツアー中の1767年12月にシッスル勲章ナイト（KT）に叙される。
1769年にイギリスに帰国し、1770年1月に貴族院議員となる。1777年6月から1779年にかけて王室会計長官を務める。
1777年12月にはアメリカ独立戦争でジョン・バーゴインが降伏したことがイギリス本国に伝わり、衝撃が走った。1778年2月には首相ノース卿が提出したアメリカに和平使節団を派遣する旨の決議案が議会で可決された。その和平使節団の団長にはカーライル伯爵が選ばれた。彼を団長とするカーライル和平使節団は同年6月にもアメリカに到着し、アメリカ植民地への本国の課税権を放棄するという譲歩を提示しながら交渉にあたったが、すでに独立を宣言してフランスからも支持を獲得していたアメリカには受け入れてもらえなかった。交渉は失敗に終わり、カーライル伯爵は何の成果もなく帰国することになった。
1779年11月に第一通商卿に就任。1780年2月にヨークシャーの東ライディング総督に就任し、同年10月にはアイルランド総督に就任した。
1782年5月に第二次ロッキンガム侯爵内閣とシェルバーン伯爵内閣下で王室家政長官を務めた。1783年4月にフォックス＝ノース連立内閣が成立すると王璽尚書に転じ、同年12月に小ピット内閣が誕生して下野するまで務めた。
その後フランス革命の勃発まで小ピット政府に対して野党の立場を取った。フランス革命後には政府に歩み寄りを見せ、1793年の外国人法や1794年の人身保護停止法に賛成した。1793年6月12日にガーター勲章を受勲した。1799年2月にはヨークシャーの東ライディング総督に再任する。1815年3月に穀物法に反対したのを最後に議会活動を引退した。
1825年9月4日、ヨークシャーにある居城ハワード城で死去した。爵位は長男ジョージが継承した。

## 栄典

### 爵位
- 1758年9月3日、第5代カーライル伯爵（1661年創設イングランド貴族爵位）[2]
- 1758年9月3日、第5代モーペスのハワード子爵（1661年創設イングランド貴族爵位）[2]
- 1758年9月3日、第5代ギルスランドのデイカー男爵（英語版）（1661年イングランド貴族爵位）[2]

### 勲章
- 1767年12月23日、シッスル勲章ナイト（KT）[2]
- 1793年6月12日、ガーター勲章ナイト（KG）[2]

### 名誉職その他
- 1777年6月13日：枢密顧問官（PC）[2]
- 1780年-1782年・1799年-1807年、ヨークシャーの東ライディング総督（英語版）[2]

## 家族
1770年にマーガレット・キャロライン（初代スタッフォード侯爵グランヴィル・ルーソン＝ゴアの娘）と結婚し、彼女との間に以下の10子を儲ける。
- 第1子（長女）イザベラ・キャロライン嬢 (1771–1848)：初代コーダー男爵ジョン・キャンベルと結婚。
- 第2子（長男）第6代カーライル伯爵ジョージ (1773–1848)
- 第3子（次女）シャーロット嬢 (1774)
- 第4子（三女）スーザン・マリア嬢 (1776–1783)
- 第5子（四女）ルイーザ嬢 (1778–1781)
- 第6子（五女）エリザベス嬢 (1780–1825)：第5代ラトランド公爵ジョン・マナーズと結婚。
- 第7子（次男）ウィリアム閣下（英語版） (1781–1843)：庶民院議員
- 第8子（六女）ガートルード嬢 (1783–1870)：ウィリアム・スローン＝スタンリー（英語版）と結婚。
- 第9子（三男）フレデリック閣下（英語版） (1785–1815)：陸軍軍人。ワーテルローの戦いで戦死。
- 第10子（四男）ヘンリー・エドワード・ジョン閣下・猊下（英語版） (1795–1868)：国教会聖職者